# Johanna Dalmolen

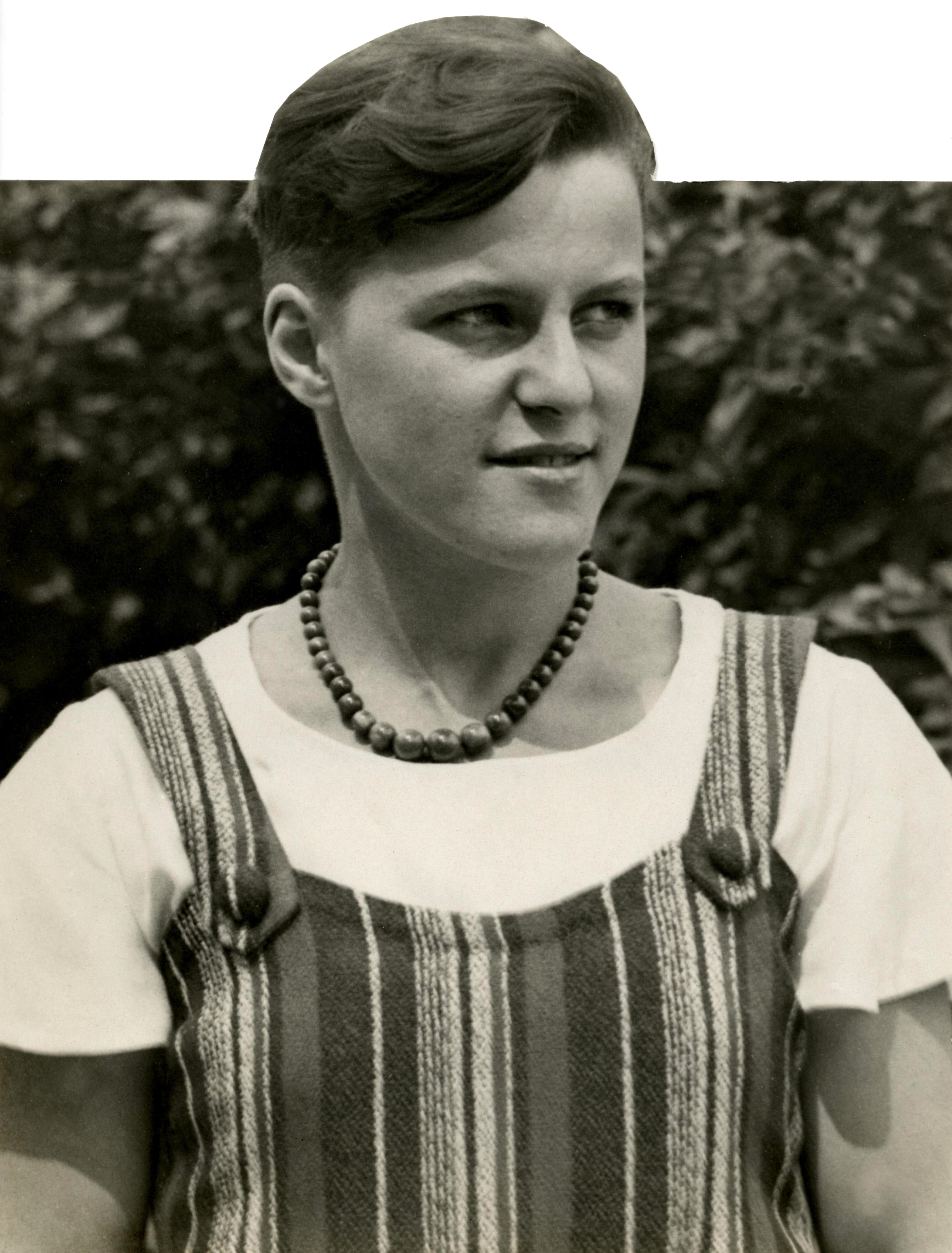
Johanna Dalmolen, 1932

Johanna Dalmolen (verheiratete van der Waals; * 7. September 1912 in Enschede; † 18. November 2008 in Bilthoven) war eine niederländische Sprinterin.
Bei den Olympischen Spielen 1932 in Los Angeles wurde sie Vierte in der 4-mal-100-Meter-Staffel.
1935 wurde sie Niederländische Meisterin über 100 m. Ihre persönliche Bestzeit von 12,8 s stellte sie 1935 auf.